# 約翰·巴里摩
約翰·巴里摩（英語：John Barrymore，1882年2月15日—1942年5月29日）是美國20世紀初期演員，是美國無聲電影最初實驗作品《唐璜》的主角。

## 巴里摩家族
- 兄長：里昂·巴里摩 （1878-1954，1931年度奧斯卡最佳男主角獎獲獎者）
- 姐姐：埃塞尔·巴里摩尔 （1879-1959，1944年度奧斯卡最佳女配角獎獲獎者）
- 孫女：茱兒·芭莉摩（1975-）